# Gilles Hanus
 (mai 2025).
Motif : Philosophe à la notoriété limitée, qui a publié essentiellement dans des maisons d'édition confidentielles (Verdier, Éditions du Sandre, Hermann) ; par exemple il n'a pas été publié chez Vrin ou chez Gallimard. La page a été publiée par un compte à objet unique, dont ce fut bizarrement la seule contribution sur Wikipédia.
- Archive Wikiwix
- Bing
- Cairn
- DuckDuckGo
- E. Universalis
- Gallica
- Google
- G. Books
- G. News
- G. Scholar
- Persée
- Qwant
- (zh) Baidu
- (ru) Yandex
- (wd) trouver des œuvres sur Wikidata

| 1. | Préciser le motif de la pose du bandeau. | Précisez le motif de la pose du bandeau en utilisant la syntaxe suivante : {{admissibilité à vérifier\|date=mai 2025\|motif=remplacez ce texte par le motif}}                     |
| 2. | Informer les utilisateurs concernés.     | Pensez à avertir le créateur de l'article, par exemple, en insérant le code ci-dessous sur sa page de discussion : {{subst:avertissement admissibilité à vérifier\|Gilles Hanus}} |

Gilles Hanus est un philosophe et professeur de philosophie français né le 27 juin 1966.

## Biographie
Né en 1966. Études de Lettres Modernes (Doctorat d'Histoire et sémiologie du texte et de l'image) et de philosophie. Élève de Benny Lévy dont il a pu suivre l’enseignement pendant de nombreuses années, il travaille depuis sa disparition en 2003 à l’établissement et la publication de ses cours, séminaires et autres fragments. Il dirige les Cahiers d'études lévinassiennes et anime l’Institut d'études lévinassiennes où il donne régulièrement des conférences. Il est aujourd'hui professeur de philosophie dans le secondaire en région parisienne.

## Pensée
Lecteur attentif de Benny Lévy, de Levinas, de Franz Rosenzweig et de Sartre, soucieux de rompre avec les formes figées du discours philosophique, il s’efforce de produire une lecture des textes qui ressuscite leur voix et surprenne le lecteur. S’inspirant de l’étude juive, il invite à une pensée toujours neuve, reprise à son commencement. Ses « lectures » tendent ainsi à se détacher de  l’essai pour laisser place à une étude vivante, à l’oralité sensible. 
Il a également traduit en français quelques lettres et courts textes de Franz Rosenzweig.

## Publications
- L’Un et l’universel. Lire Lévinas avec Benny Lévy, Verdier, 2007.
- Quitter l’Université sans renoncer au savoir. Le Freies jüdisches Lehrhaus de Franz Rosenzweig, Éditions du Sandre, 2011
- Échapper à la philosophie ? Lecture de Lévinas, Verdier, 2012.
- Penser à deux ? Sartre et Benny Lévy face à face, L’âge d’homme, 2013.
- Benny Lévy, l’éclat de la pensée, Verdier, 2013.
- L’Épreuve du collectif, Verdier, 2016.
- Sans images ni paroles. Spinoza face à la révélation, Verdier, 2018.
- Quelques usages de la parole, Hermann, 2019.
- Relief de la mémoire. Théorie des trous de mémoire, Liber, Canada 2021, France 2022.
- Éloge du tact, Liber, Canada 2022, France 2023.
- Une langue unique. Rousseau, Babel et la civilisation, Eliott, 2024.